# Morske mine
Morska mina je samostalna eksplozivna naprava koja se polaže u more radi uništavanja brodova ili podmornica. Za razliku od dubinske bombe (podvodna protupodmornička eksplozivna naprava konstruirana tako da se aktivira na određenoj dubini), morske mine se polažu (postavljaju) u more gdje čekaju da ih aktivira prolazak ili dodir protivničkog broda. Mogu se upotrijebiti ofenzivno (sprječavanje ulaska ili izlaska protivničkih brodova u/iz luke) ili defenzivno (zaštita vlastitih brodova i stvaranje sigurnih područja).
Morske mine se mogu polagati na mnoge načine: pomoću namjenski građenih minopolagača, prepravljenih brodova, podmornica, zrakoplova, a moguće ih je čak i ručno ispustiti u luku. Mogu biti vrlo jeftine: neke od njih mogu koštati oko tisuću, a neke i milijune američkih dolara. Sofisticiranije (savršenije) mine mogu imati nekoliko vrsta osjetilnih mehanizama (senzora), a mogu izbaciti bojnu glavu (en. warhead) pomoću rakete ili torpeda.
Njihova ih prilagodljivost i isplativost čini privlačnim oružjem manje moćnim zaraćenim stranama u asimetričnom ratovanju. Trošak proizvodnje i polaganja mine je obično od 0,5% do 10% troška koji je potreban za njeno uklanjanje, a ponekad treba i do 200 puta više vremena za razminiranje nego za postavljanje minskog polja. Neki dijelovi minskih polja iz drugog svjetskog rata još uvijek postoje jer bi njihovo razminiranje dugo trajalo i bilo bi preskupo.
Međunarodno pravo obvezuje države na objavljivanje miniranog područja kako bi trgovačkim brodovima omogućile izbjegavanje mina. Upozorenja ne moraju biti precizna; dovoljno je objaviti područje bez navođenja točnih pozicija mina i minskih polja.

## Povijest
Prvi opis morske mine potječe iz 14. stoljeća iz vremena dinastije Ming). Kineski topnički časnik Jiao Yu je napisao vojni priručnik pod nazivom „Huolongjing“. Kineski zapisi govore o pomorskim eksplozivnim napravama koje su u 16. stoljeću korištene u borbi protiv japanskih pirata.
Prvi nacrt morske mine na zapadu izradio je Ralph Rabbards koji je taj svoj projekt predstavio engleskoj kraljici Elizabeti I. 1574. Nizozemski izumitelj Cornelius Drebbel je, u vrijeme engleskog kralja Charlesa I, radio za engleski Kabinet za naoružanje izrađujući različita oružja, što je uključivalo i „plutajuću petardu“ (en. floating petard) koja se je pokazala neuspješnom. Englezi su vjerojatno isprobali oružje te vrste pri opsadi La Rochellea 1627.
Amerikanac David Bushnell je izumio prvu upotrebljivu morsku minu koja je korištena protiv Britanaca u vrijeme Američkog rata za neovisnost. Bila je to vodonepropusna bačvica napunjena barutom koja bi plutala prema protivniku, a aktivirala bi se pomoću mehanizma koji bi zaiskrio ako bi mina udarila u brod.
Početkom 19. stoljeća, točnije 1812., ruski inženjer Pavel Shilling je aktivirao podvodnu minu koristeći strujni krug. Za vrijeme neuspjelog pokušaja zauzimanja utvrde Kronshtadt 1854., britanski ratni parobrodi Merlin, Vulture i Firefly su bili oštećeni eksplozijom ruskih morskih mina.
Morske mine su se također uspješno koristile i tijekom američkog građanskog rata. Prvi brod koji je potopljen podvodnom minom 1862. je američki ratni brod „Cairo“.
U 19. stoljeću mine su nazivane torpedima, što je bio općeniti naziv za podvodne eksplozivne naprave koje su se koristile protiv ratnih brodova. Kasnije, izumom torpeda s vlastitim pogonom, naziv „torpedo“ se počeo koristi samo za samohodne podvodne projektile, a nepokretne eksplozivne podvodne naprave su se nazivale „morske mine“.
Početkom 20. stoljeća morske mine su koristile u Rusko-japanskom ratu 1904. – 1905., te za obarnu američkih luka, a u Prvom svjetskom ratu su masovno polagane za zaštitu obala, dužobalnog prometa, luka i pomorskih baza. Osim toga, Nijemci su polagali mine s ciljem potapanja britanskih trgovačkih i ratnih brodova, a Saveznici su minama pokušavali potopiti njemačke podmornice u Doverskom tjesnacu i Hebridima.
Početkom Drugog svjetskog rata, njemačka podmornička flota, koja je kasnije dominirala Atlantikom, bila je nedovoljno jaka tako da su se početne akcije Nijemaca svodile na miniranje plovnih putova i luka oko Velike Britanije. Gubici i oštećenja britanskih brodova uzrokovani morskim minama uskoro su postali takvi da je broj oštećenih i potopljenih značajno premašivao broj popravljenih i novoizgrađenih brodova, zbog čega je prioritet britanaca postalo pronalaženje i uništavanje mina, tj. razminiranje.
U hladnoratovskom razdoblju morske mine su oštetile 14 američkih ratnih brodova, dok su u zračnim i raketnim napadima oštećena samo četiri. U Korejskom ratu morske mine su oštetile 11 američkih ratnih brodova, 1 je oštećen u Perzijskom zaljevu 1988. zaostalom minom iz Iransko – Iračkog rata, a zadnja dva su oštećena tijekom Zaljevskog rata.

## Vrste morskih mina
Morske mine se mogu podijeliti u dvije glavne skupine: kontaktne I nekontaktne mine.

### Kontaktne mine
Kontaktne mine su one kojima je potreban dodir s ciljem da bi se aktivirale. Prve morske mine su bile kontaktne, a zbog svoje izrazito niske cijene i učinkovitosti u odnosu na druga protubrodska oružja i danas su u uporabi.
Prve su mine imale mehaničke uređaje za aktiviranje, a od 1870. zamijenio ih je „kemijski rog“ („Hertzov rog“) koji se je pokazao pouzdanim čak i nakon što bi mina bila u moru i po nekoliko godina. Gornja polovica takvih mina je opremljena šupljim metalnim izbočinama (rogovima) koje sadrže staklene posudice sa sumpornom kiselinom. Kada brodski trup savije ili slomi metalni rog, razbije se i staklena posudica u njemu, a sumporna kiselina iscuri u bateriju koja tada postane aktivna. Električna struja iz baterije aktivira detonator, a time i eksplozivno punjenje u tijelu mine.
Ranije vrste minskih upaljača koristile su posudicu sa sumpornom kiselinom koja je bila okružena mješavinom kalijevog perklorata i šećera. kada bi se posudica slomila, kiselina bi reagirala s mješavinom perklorata i šećera stvarajući plamen koji bi zatim upalio barutno punjenje.

#### Priljepci
Priljepci (en. limpet) su posebna vrsta kontaktnih mina koje se na cilj pričvrste magnetima i ostave. Upaljači na takvim mina su različiti: od vremenskih upaljača koji bi minu aktivirali protekom zadanog vremena ili kada brod preplovi određeni put kroz vodu (mehanizam s propelerom), pa sve do različitih vrsta upaljača koji bi se aktivirali povećanjem pritiska morske vode (hidrostatički, koji bi se aktivirali po zaronu na određenu dubinu, hidrodinamički, koji bi se aktivirali pri određenoj brzini broda i sl.). Osim toga, mine priljepci (kao i druge vrste mina) često imaju i dodatne upaljače koji se aktiviraju pri pokušaju skidanja mine s trupa.
Priljepci su dobili naziv zbog imaginarne sličnosti s vrstom morskog puža koji se zove priljepak.

#### Sidrene kontaktne mine
Ove vrste mina uglavnom plutaju neposredno ispod morske površine pa do dubine od pet metara. Čelično uže povezuje minu sa sidrom na dnu mora koje joj ne dopušta da otplovi nošena morskom strujom i valovima. Eksplozivno punjenje i upaljač su smješteni u plutajućem metalnom ili plastičnom oklopu. Dubina na kojoj će mina plutati se može namjestiti tako da je mogu aktivirati samo brodovi većega gaza kao što su nosači zrakoplova, krstarice, razarači i veći trgovački brodovi, a dubina mora do koje se sidrene mine mogu polagati zavisi samo o dužini čeličnog užeta koje je povezuje sa sidrom.

#### Plutajuće kontaktne mine
Plutajuće mine su povremeno korištene u Prvom i Drugom svjetskom ratu. Ponekad bi se i sidrene mine pretvorile u plutajuće kada bi se otkinule od sidra, zbog čega suvremene sidrene mine imaju mehanizme koji ih, u tom slučaju, deaktiviraju. 
Plutajuće kontaktne mine su zabranjene jer ih je nemoguće kontrolirati, teško ih je razminirati i mogu prouzročiti značajne civilne žrtve i materijalnu štetu svim stranama u sukobu, ali i neutralnim državama.

#### Na dnu ležeće kontaktne mine
Na dnu ležeće kontaktne mine su najjednostavnije vrste mina. To je jednostavno eksplozivno punjenje s nekom vrstom upaljača položeno na morsko dno. Takve vrste mina su se upotrebljavale protiv podmornica koje ponekad legnu na dno zbog smanjenja akustičkog odraza, ali i protiv desantnih čamaca. To je bila glavna zapreka iskrcavanju u Normandiji jer su Nijemci upotrebljavali modificirane protutenkovske mine koje su postavili pod vodu ispred vidljivih protudesantnih zapreka.

### Nekontaktne mine
Ova vrsta mina se aktivira pod utjecajem magnetakih, zvukovnih (akustičkih) i hidrodinamičkih polja što ih stvaraju brod ili podmornica u prolazu. Upaljači nekontaktnih mina su, u stvari, jedan ili više senzora koji registriraju magnetske i akustičke promjene ili promjene tlaka prouzročene kretanjem plovila u blizini mine.
Suvremene nekontaktne mine su kompjuterizirane s mogućnošću brze promjene i postavljanja novog akustičkog „potpisa“ u upaljače koji se mogu programirati tako da reagiraju samo na određenu vrstu broda. Naime, svaki tip broda ima karakteristična zvukovna svojstva, tzv.akustički „potpis“ (zvuk koji stvaraju pogonski strojevi, okretaji propelera i gibanje trupa broda kroz vodu), a koji je različit od onog kojeg stvara drugi tip broda. Zbog toga je upaljače nekontaktne mine moguće programirati tako da se aktiviraju samo nailaskom željenog protivničkog broda, a da za vlastite i npr. manje protivničke brodove mina bude potpuno neopasna. Takvu minu je moguće programirati i tako da zanemari sve površinske brodove bez obzira na veličinu i pripadnost te da se aktivira isključivo nailaskom podmornice.

#### Sidrene nekontaktne mine
Sidrene nekontaktne mine su okosnica suvremenih minskih sustava. One se polažu tamo gdje je bubina prevelika za na dnu ležeće mine, a mogu koristiti nekoliko vrsta senzora za otkrivanje protivnika. Obično se koristi kombinacija akustičkih i magnetskih senzora te senzora promjene tlaka ili znatno sofisticiraniji senzori obrisa broda ili elektropotencijala. Ove se mine mogu se koristiti protiv mnogih vrsta brodova i, iako su nekoliko puta skuplje od kontaktnih mina, još uvijek su jeftinije od drugih vrsta protubrodskog oružja. Sve to ih čini vrlo prikladnim oružjem za osporavanje i „kanaliziranje“ mora.

#### Na dnu ležeće nekontaktne mine
Na dnu ležeće mine se koriste na dubinama manjim od 60 metara ili, kada se polažu u protupodmorničke svrhe, do 200 metara dubine. Vrlo ih je teško otkriti i razminirati, a mogu imati znatno više eksploziva od sidrenih mina. Ove vrste mina najčešće imaju senzore osjetljive na promjenu tlaka koji su neosjetljivi za većinu sustava za razminiranje.

### Kontrolirane mine
Ove vrste mina se najčešće koriste u kombinaciji s obalnim topništvom i hidrofonima za zatvaranje važnih plovnih putova. S obziron na to da se nadziru i aktiviraju s obale, kontrolirane mine se mogu se položiti i u vrijeme mira u „neoštrom“ stanju, a u „oštro“ stanje (stanje spremnosti za aktiviranje) se dovode početkom ratnih sukoba ili prema potrebi. Prve kontrolirane mine su bile sidrene mine koje su korištene u Američkom građanskom ratu i koje su se aktivirale električnim putem s obale.
Najveća prednost kontroliranih mina je ta što za vlastite i neutralne brodove ne predstavljaju nikakvu opasnost.

### Posebne mine
Tijekom vremena su se razvile posebne specijalizirane mine koje nisu namijenjene uobičajenom miniranju mora.
Torpedne mine
Torpedna mina je inačica mine s vlastitim pogonom koja se položi i čeka nailazak željenog cilja. Nailaskom cilja aktivira se pogonski sustav mine i ona počne pratiti cilj. Neke inačice, kao pokretna mina MK 67, mogu ploviti i do 10 nautičkih milja daleko kroz kanal, u luku, plitko more ili u druga područja u koja je često nemoguće doći klasičnim minopolagačima. Nakon što stigne u željeno područje, takva torpedna mina potone na dno i ponaša se kao normalno položena na dnu ležeća mina s (najčešće) akustičkim i magnetskim upaljačima.
Nuklearne mine
U vrijeme hladnog rata rađene su brojne probe s morskim minama opremljenim taktičkim nuklearnim bojnim glavama. Takvo je oružje ostalo u eksperimentalnoj fazi i nikada nije ušlo u uporabu.
Povezane mine
Povezane mine se sastoje od dvije sidrene kontaktne mine koje su položene ispod površine mora, međusobno udaljene dvadesetak metara i povezane čeličnim užom ili lancem. Kada brod u prolasku zakači čelično uže, mine s obje strane budu povučene na podvodni dio brodskog trupa i aktiviraju se pri kontaktu s njim. Ovaj vrlo jednostavni koncept je korišten u vrijeme Drugog svjetskog rata.
Lažne mine
Lažne mine od plastičnih bačava, veličinom i oblikom sličnih pravim minama, punile bi se pijeskom ili betonom i polagale unutar velikih minskih polja. Takve jeftine lažne mine usporavaju postupak razminiranja jer su minolovci i lovci mina primorani provjeriti svaki sumnjivi plutajući objekt ili zvučni kontakt na dnu mora.

## Vanjske poveznice
- Tehničke pojedinosti njemačkih mina iz Drugog svjetskog rata  Arhivirana inačica izvorne stranice od 4. listopada 2011. (Wayback Machine)
- 'Manta' i 'Murena' – dvije suvremene talijanske nekontaktne mine  Arhivirana inačica izvorne stranice od 4. listopada 2011. (Wayback Machine)
- 'Stonefish' – britanska nekontaktna mina
- Henry Norton Sulivan: opis prvih morskih mina
- Morske mine[neaktivna poveznica]